# Postkomunismus

Státy, které se označovaly, nebo označují jako komunistické

Postkomunismus (někdy také postsocialismus) je období politických, ekonomických a sociálních změn po pádu komunistických režimů. Zároveň je to označení stavu států po rozpadu Sovětského bloku v roce 1989.

## Východisko: komunistické režimy a jejich rozklad

Státy východního bloku

Mezi postkomunistické země v Evropě patří zejména Sovětský svaz, jeho nástupnické státy a země v jeho sféře vlivu (Polsko, Československo, Maďarsko, Rumunsko, Bulharsko, NDR), specifickou roli hrála Jugoslávie. Ačkoliv jejich vývoj od 80. let 20. století směřoval k podobnému bodu (konec vlády komunistické strany), každý stát do procesu tranzice vstupoval s jinými předpoklady a podmínkami.
Podle ruského historika Andreje Sacharova, hrály při pádu prosovětských režimů obrovskou roli sociálně-ekonomické a politické faktory. Neokonzervativní změny v západní ekonomice ovlivnily finanční sféru včetně její úvěrové politiky. Západní banky přestaly vydávat úvěry. Ve státech východní Evropy a střední Evropy byl nedostatek základního zboží a tendence rostoucích cen. Postupem času se akutní problém se zásobováním více zhoršoval. Účinnost fungování národního hospodářství klesala. Pětileté plány nebyly zpravidla splněny. Hrubé nesprávné výpočty v plánování a investiční politice neumožnily odstranit hluboké disproporce v ekonomice, provést strukturální změny. Hospodářská situace ve východní Evropě a střední Evropě koncem sedmdesátých a počátku osmdesátých let, vedla nakonec ke vzniku sociálních problémů. Začala stoupat nezaměstnanost a inflace znehodnotila mzdy.
Politické režimyzačaly ztrácet na síle, což okamžitě vedlo ke vzniku organizovaných akcí pořádaných disidenty. Probíhaly stávky, shromáždění a masové demonstrace proti zhoršení životních podmínek.
Ve společnostise začala projevovat ideologická dezorganizace, nedůvěra v proklamované, ale nerealizované hodnoty socialismu. Začaly zanikat rysy způsobu života, které byly považované za výhody socialismu: sociální stabilita, nízká nezaměstnanost a nízké ceny.
Podle Sacharova zmíněná situace vyústila v pokles důvěry ve vládnoucí komunistické strany.

### Polsko

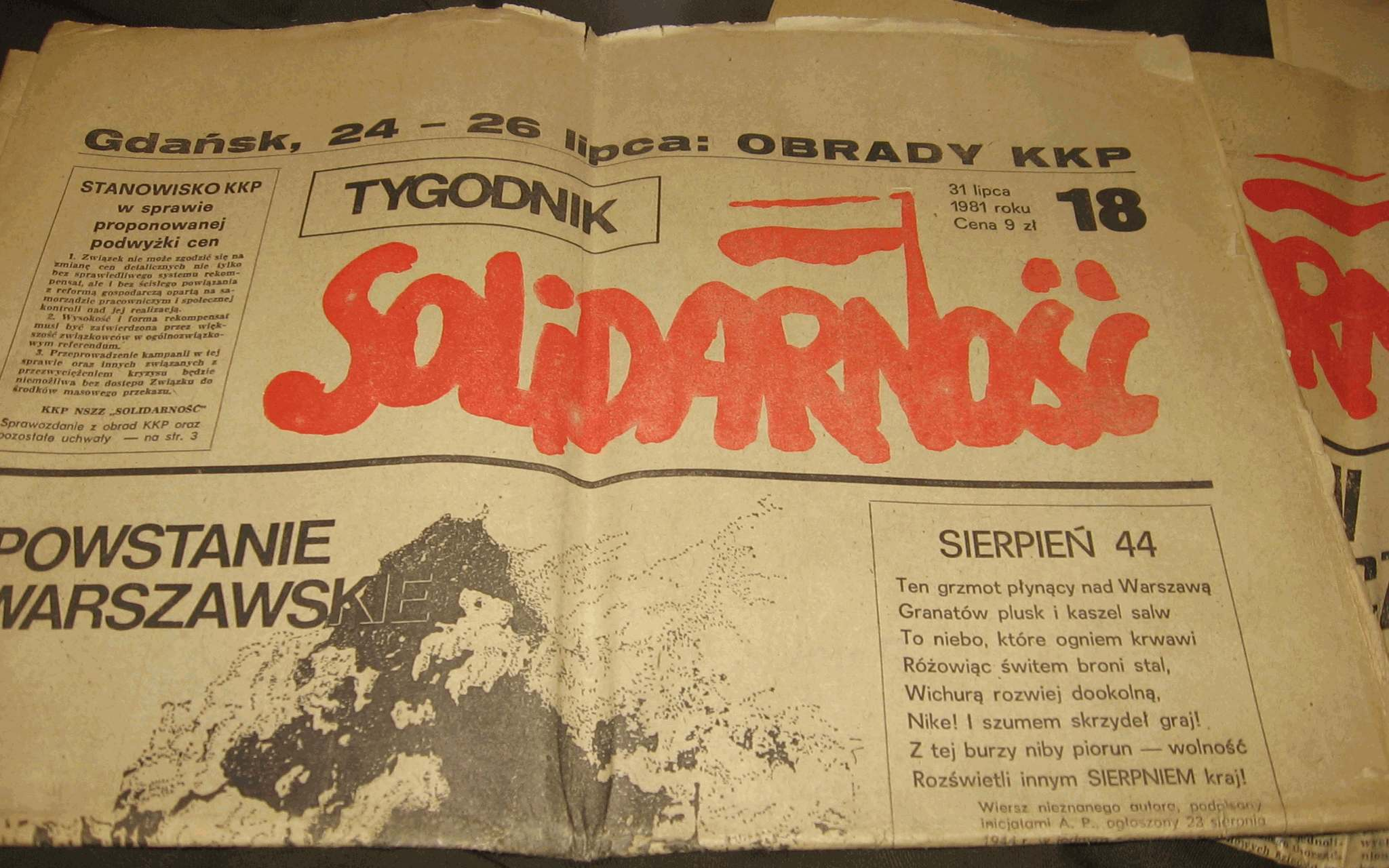
Týdeník Solidarita roku 1981

Polská cesta ke komunismu byla do značné míry zpomalena autoritou, kterou si v zemi uchovala katolická církev. Polsko za éry Władysława Gomułky ve vedení vládnoucí strany (1956–1970) představovalo poměrně křehké uspořádání. To se projevilo již v roce 1968, kdy úřady zakázaly uvádění tradičního Mickiewiczova textu Dziady se stále aktuálním protiruským nábojem. Jako reakce se zvedla vlna odporu – podobně tomu tak bylo v roce 1970, kdy Gomułka krátce před Vánoci oznámil skokové zdražení potravin. Proti demonstrantům byly navzdory doporučení Moskvy nasazeny bezpečnostní síly a masakr v gdaňských loděnicích si vyžádal stovky mrtvých a raněných. To byla pro Gomułku politická smrt – nahradil ho Edward Gierek. V polovině 70. let již bylo jasné, že Gierkův hospodářský experiment neuspěl. Roku 1976 tak disent založil Výbor na obranu dělníků. Po další vlně hospodářských neúspěchů a demonstrací byl 31. srpna 1980 v Gdańsku legalizován nezávislý odborový svaz Solidarność, česky Solidarita. V únoru 1981 převzal vedení strany generál Wojciech Jaruzelski a vyhlásil mimořádný stav v reakci na rozštěpení strany a společnosti – tou dobou už ale měla Solidarita 9 milionů členů. Velký vliv na dění v Polsku mělo bezpochyby také zvolení Karola Wojtyly papežem 16. října 1978.
Dění vyvrcholilo na jaře 1989 jednáním u kulatého stolu mezi představiteli vlády a Solidarity. V červnu 1989 pak proběhly první svobodné volby, kterých se zúčastnili již i kandidáti Solidarity. K moci se tak dostali předáci Solidarity: nejprve Tadeusz Mazowiecki a následně Lech Wałęsa.

### Maďarsko
Po krvavě potlačeném Maďarském povstání (podzim 1956) se moci chopil János Kádár, který ve funkci generálního tajemníka MSZP vydržel až do roku 1988. V souvislosti s jeho érou se vžil pojem „gulášový socialismus” popř. kadárismus.
V únoru 1989 došlo k určitému uvolnění poměrů, kdy bylo povoleno více politických stran. Maďarsko se po otevření maďarsko-rakouské hranice v květnu 1989 stalo tranzitní zemí pro tisíce Němců z NDR. V létě se pak konal státní pohřeb oběti Maďarského povstání Imreho Nagye. Tento akt byl chápán jako symbolické vyrovnání se se sovětskou invazí z podzimu 1956. V březnu 1990 pak proběhly první svobodné volby.

### Rumunsko
Rumunsko navzdory velkým ekonomickým projektům (např. přehrada Železná vrata) zůstávalo jednou z nejchudších zemí Východního bloku. Země si pod vedením Nicolae Ceaușesca udržovala jistou míru autonomie od sovětského vlivu. To se projevilo např. neúčastí na invazi zemí Varšavské smlouvy do ČSSR v srpnu 1968 nebo účastí země na Letních olympijských hrách v Los Angeles 1984.
Proces tranzice od socialismu k liberální demokracii byl poznamenán násilnou změnou vlády, kdy dosavadní prezident Ceausescu skončil i s ženou v prosinci 1989 na popravišti. Tomu sice ještě předcházelo Ceausescovo znovuzvolení v listopadu 1989, prosincové protesty maďarské menšiny v Pešaváru nicméně vyprovokovaly ozbrojený konflikt, během nějž se Ceausescu snažil uprchnout ze země. Na útěku byl zadržen a v uspěchaném procesu odsouzen k trestu smrti.

### Bulharsko
Dlouholetý komunistický vůdce Bulharska Todor Živkov o moc přišel až v listopadu 1989. Dění na sklonku 80. let v této zemi ovlivnila Živkovova antiturecká politika, která přiměla více než 300 tisíc Turků k opuštění země. Tak velké migrační tlaky Turecko nečekalo, a tak docházelo k mnoha chaotickým situacím. Proti antiturecké rétorice začala na konci 80. let vystupovat opozice. Zásadní disidentskou organizací byla tehdy např. Ekoglasnosť, která se původně zformovala do boje proti devastaci životního prostředí poblíž chemické továrny na rumunském břehu Dunaje. Tato organizace pak dokázala využít Mezinárodního ekologického fóra (říjen 1989). Živkov odstoupil 17. listopadu 1989, a to byl svým způsobem konec bulharského socialismu.

### NDR

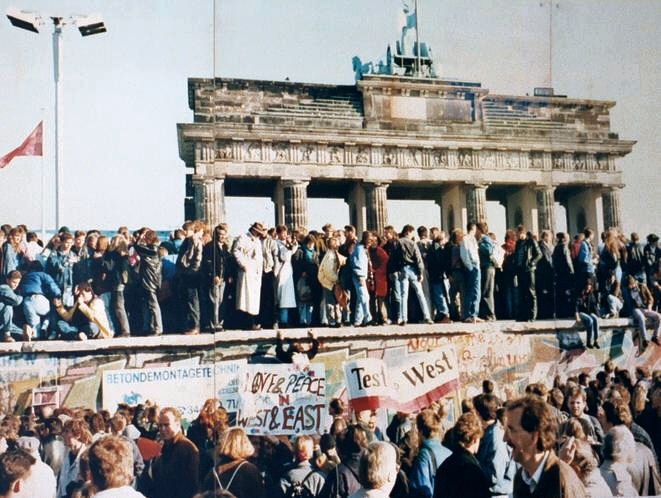
Pád Berlínské zdi roku 1989

Období 70. a 80. let bylo v NDR spojeno s osobou Ericha Honeckera – jeho předchůdce Walter Ulbricht totiž neměl nejlepší vztahy s Leonidem Brežněvem, vůdcem SSSR. Na přelomu 60. a 70. let byl kancléřem Západního Německa Willy Brandt, který prosazoval tzv. Ostpolitik – tzn. sbližování se zeměmi Východního bloku. Erich Honecker se tak stal prvním východoevropským politikem, který navštívil Západní Německo. V prosovětské orientaci byl ale Honecker nezlomný.
Ve druhé polovině 80. let se i v NDR projevila rostoucí nespokojenost obyvatel se stávajícím zřízením – historickou se stala demonstrace v Lipsku, která se konala 9. října 1989. Původně měla být jen modlitbou za mír, nakonec ale přišlo 70 tisíc lidí a přesně za měsíc (9. listopadu 1989) došlo k pádu Berlínské zdi, která rozdělovala bývalou metropoli společného státu na dvě části. Na podzim 1989 Honeckera ve vedení státu vystřídal Hans Modrow. Novému vedení státu se ale nepodařilo situaci stabilizovat. Na konci listopadu 1989 se začal západoněmecký kancléř Helmut Kohl zasazovat o integrační proces. Proti byl stále Michail Gorbačov, Margaret Thatcherová i François Mitterrand. Západní Německo nakonec muselo SSSR zaplatit za předání Východního Německa. V září 1990 byla v Moskvě podepsána „Smlouva o závěrečné úpravě Německa“ a 3. října 1990 došlo k opětovnému spojení obou celků do Spolkové republiky Německo.

### Československo

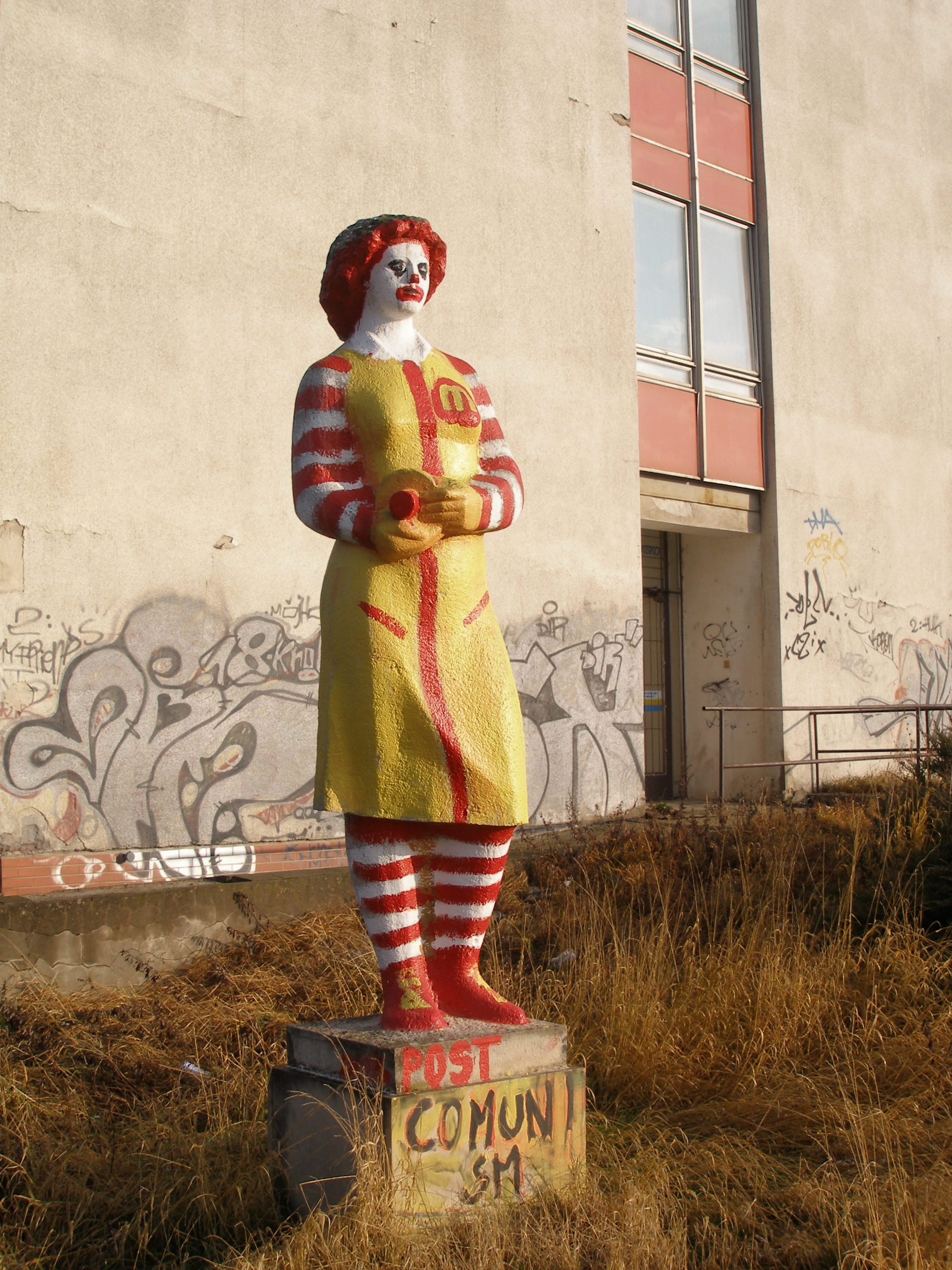
Postcomunism, přemalovaná socha dělnice ve Slovenském Prešově

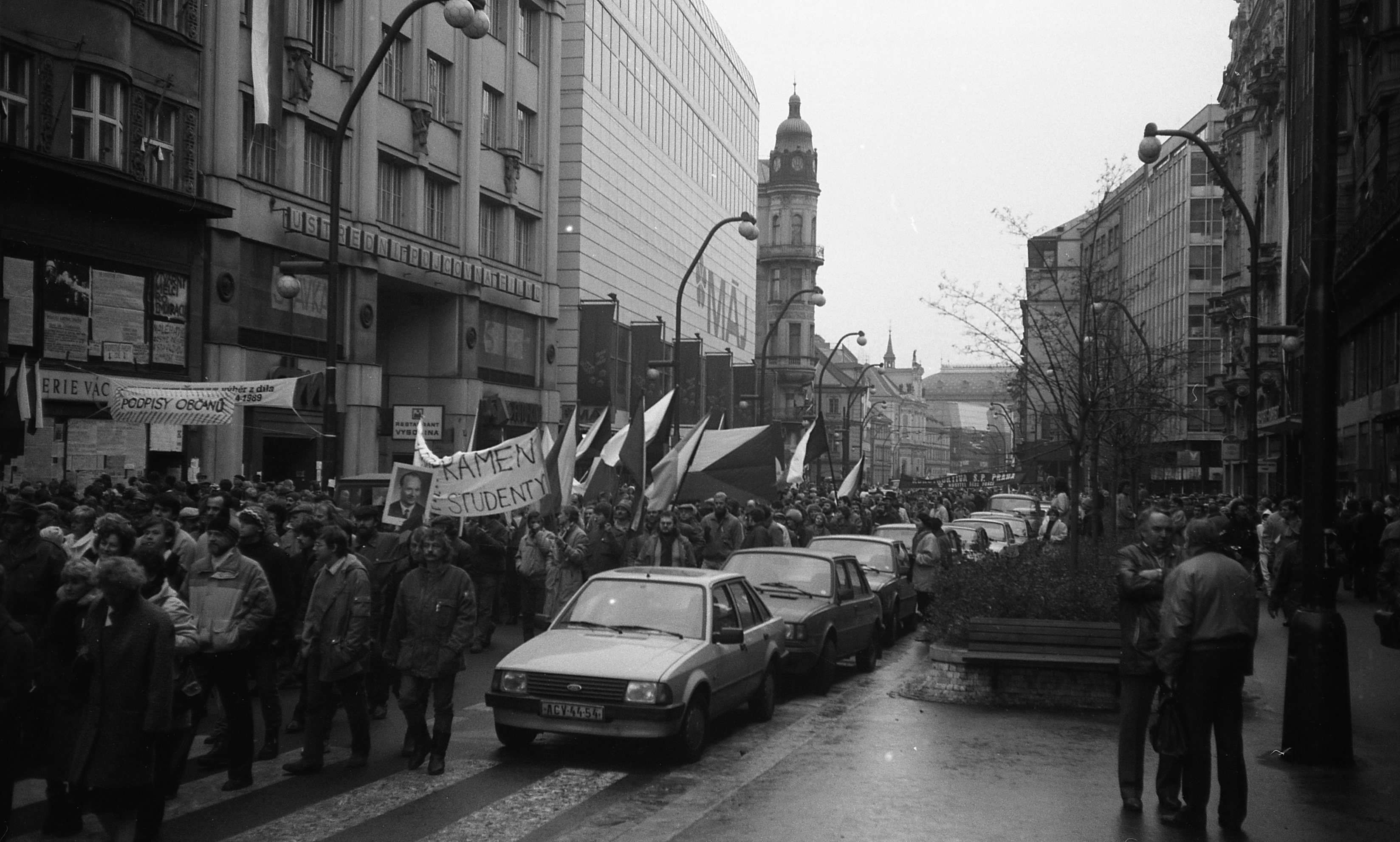
Sametová revoluce v Praze roku 1989

Vývoj v Československu silně poznamenala invaze vojsk zemí Varšavské smlouvy v srpnu 1968. Tento akt znamenal faktické ukončení modernizačních reforem, do kterých obyvatelé vkládali velké naděje. Invaze s sebou přinesla nejen změnu vládnoucí garnitury na nejvyšších místech, ale i čistky na všech úrovních společnosti. Navíc byla přijata Smlouva o dočasném pobytu vojsk Rudé armády. Tuto etapu označujeme jako období konsolidace, na které navazuje tzv. normalizace. Jejím základním charakteristickým znakem byla aplikace sovětského neostalinismu ve středoevropských podmínkách. Již na začátku 70. let se začal formovat disent, spojený kolem osobností kultury a vědy. Mezi zřetelné akty nesouhlasu s vedením strany patřil např. manifest Charta 77 nebo VONS. Vlivem ekonomické stagnace začala v 2. polovině 80. let růst nespokojenost veřejnosti, což vyvrcholilo v protesty na konci roku 1989, které vyústily v Sametovou revoluci a volbu Václava Havla prezidentem.

### SSSR
Sovětský svaz jako vůdčí síla Východního bloku neřešil pouze vlastní vnitrostátní otázky, ale taktéž byl zásadním hráčem globálního souboje mocností bipolárního světa. Jako takový pod vedením Leonida Brežněva uplatňoval tzv. Brežněvovu doktrínu proti zemím, které by se odchylovaly od cesty socialismu, vyjednával se západním světem o omezování jaderných zbraní (viz dohody SALT) a v neposlední řadě v roce 1979 provedl invazi do Afghánistánu. Tato válka pak znamenala prohloubení systémové krize SSSR. Od roku 1985 probíhala vyjednávání o stažení vojsk z Afghánistánu a v roce 1989 se tak skutečně stalo.

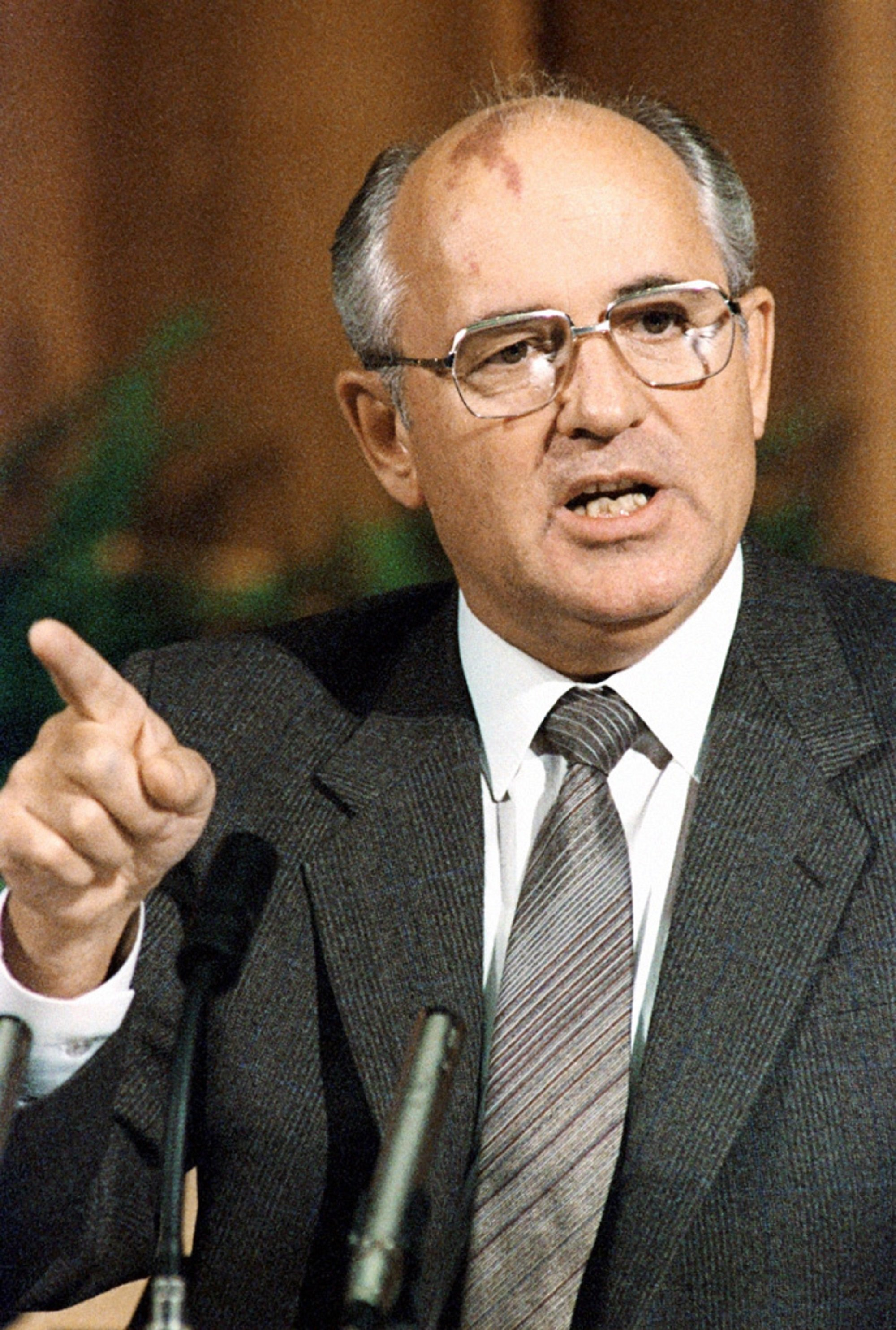
Michail Gorbačov

 Po Leonidu Brežněvovi nastoupil do funkce generálního tajemníka Jurij Andropov, kterého po roce vystřídal Konstantin Černěnko. Pro další vývoj byl ovšem zásadní hlavě nástup Michaila Gorbačova do úřadu v roce 1985. Hospodářství SSSR bylo tehdy na úrovni rozvojových zemí a na zemi navíc zřetelně dopadly severoamerické sankce v souvislosti s vpádem do Afghánistánu. Tristní ekonomický stav dokládají např. tato čísla: 20 % zemědělské produkce se ztrácelo vlivem lajdácké práce, na výrobu jednoho metrického centru obilí bylo třeba pětkrát více energie i pracovních sil než ve vyspělých zemích. Gorbačov tedy vyhlásil dva modernizační programy: perestrojku směřující k ekonomickému oživení a glasnost, která znamenala liberalizaci společnosti.
Roku 1988 vystoupil Gorbačov v Evropském parlamentu, kde v projevu odmítl doktrínu omezené suverenity socialistických zemích. Východní blok se začal rozpadat a od Sovětského svazu se postupně začaly oddělovat svazové republiky v průběhu roku 1990. Podle zákona o odtržení z dubna 1990 stačil k odtržení souhlas obyvatel dané republiky.
Kromě napětí ve svazových republikách byla ve znamení nestability i politická situace v Moskvě. To se projevilo 19. srpna 1991, kdy se skupina neostalinistů s viceprezidentem Gennadijem Janajevem v čele pokusila o státní převrat. Tzv. Státní výbor pro mimořádný stav oznámil převzetí moci – na odpor se ale postavila armáda a Boris Jelcin. Gorbačov nicméně odstoupil a moci se ujal Jelcin a strana ve své původní podobě byla zakázána.
Jako řetězová reakce došlo k vyhlášení samostatnosti v Lotyšsku a Estonsku (19.-20. srpna 1991), Litvě (opět potvrdila nezávislý status), Ukrajině, Kazachstánu, Ázerbájdžánu, Uzbekistánu, Kyrgyzstánu a Moldavsku. V září taktéž učinili v Tádžikistánu, Gruzii a Arménii. Dohoda o ukončení SSSR byla podepsána 7. prosince 1991 na lovecké chatě v Bělověžském pralese. Vzápětí vzniklo Společenství nezávislých států, do kterého kromě Gruzie a pobaltských států vstoupily všechny bývalé svazové republiky. Sovětský svaz tak oficiálně zanikl 31. prosince 1991.

### Jugoslávie
Pro mnohonárodnostní Jugoslávii byl klíčovým datem 4. květen 1980, kdy zemřel dosavadní prezident Josip Broz Tito, který podle mnoha dnešních hodnocení působil jako jediný tmel jugoslávské státní sounáležitosti.
V Srbsku se v roce 1987 prosadil Slobodan Miloševič, který programově těžil z kosovské krize – po krvavých srážkách s albánskými demonstranty byla totiž v roce 1989 zrušena autonomie Kosova a Miloševič začal manipulovat se srbskými menšinami v Chorvatsku a Bosně. To bylo ale jen předznamenání válek a rozpadu federace v 90. letech.

## Země po rozpadu východního bloku
Právě tímto obdobím se vymezuje postkomunismus.

### Země Visegrádské skupiny

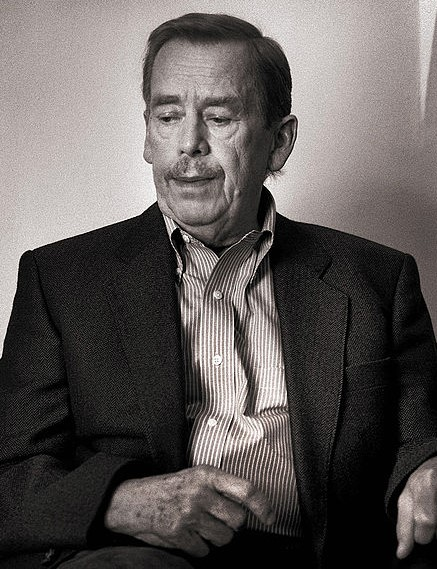
Václav Havel, prezident Československa v letech 1989 - 1992 a český prezident v letech 1993 - 2003

Mezi země tzv. Visegradské čtyřky (V4) patří Polsko, Česká republika, Slovenská republika a Maďarsko. Užší spolupráce těchto zemí středoevropského prostoru začala z iniciativy Václava Havla již v dubnu 1990. Důležitým krokem pak bylo podepsání společné deklarace tří zakládajících zemí (tehdy ještě existovala ČSFR), které se uskutečnilo v lednu 1991 v maďarském Visegrádu. Visegrádská skupina se dodnes pravidelně schází, její agendu však z velké části převzaly EU a NATO, kam se členské země V4 úspěšně integrovaly na přelomu tisíciletí.
Na Slovensku znamenal pád totalitního režimu obnovení autonomistických tendencí, došlo proto k rozdělení Československa na dva státy. Toto rozdělení proběhlo nenásilně a prakticky bez problémů a kontroverzí.

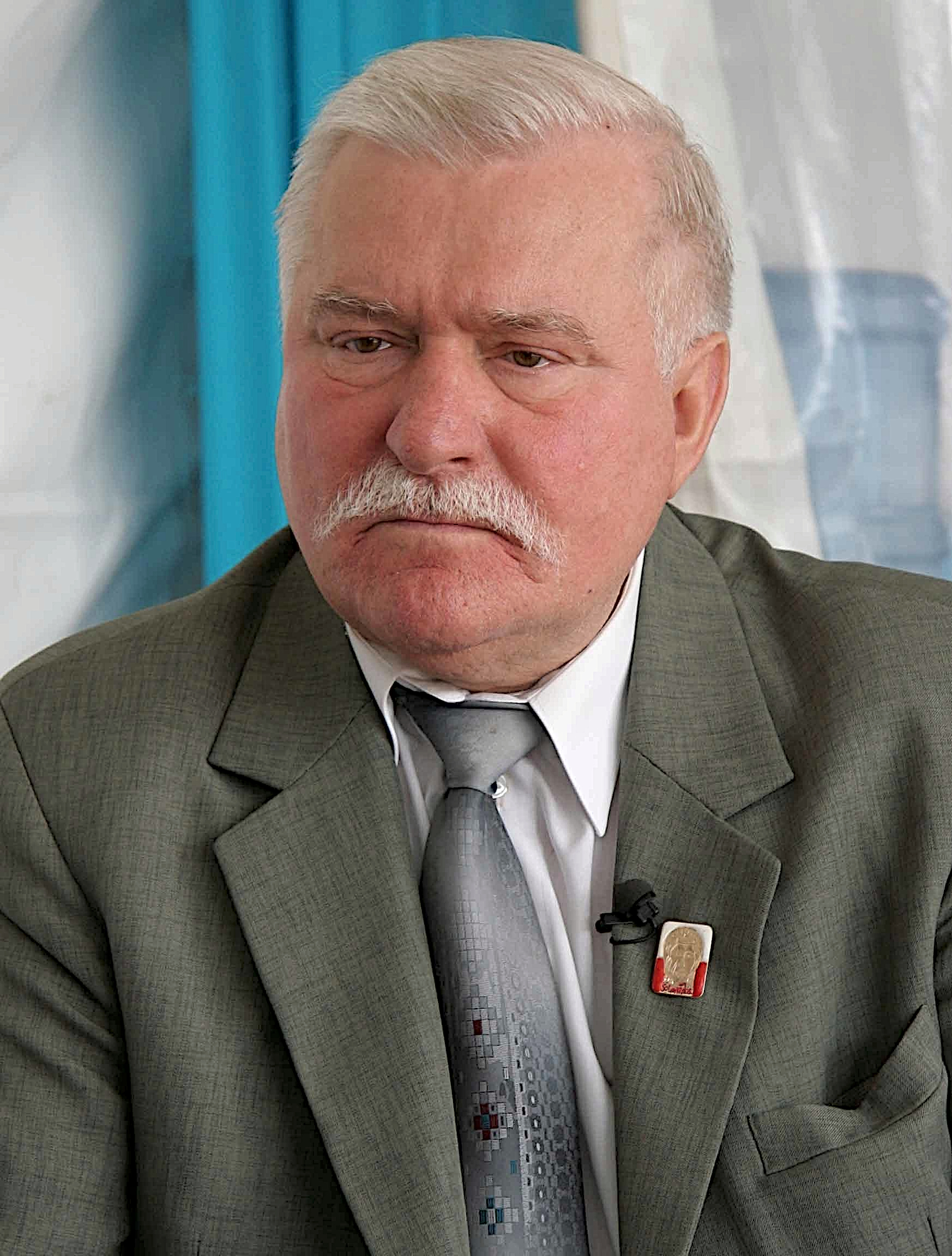
Lech Walesa, v letech 1990 - 1995 polský prezident

Země V4 představují navzdory jistým odlišnostem (extremistická hnutí v Maďarsku, nacionalistické tendence na Slovensku, významný vliv katolicismu na společnost v Polsku) společný trend – přechod na tržní model hospodářství, otevřenost západním investicím, politická i ekonomická integrace do západoevropských či euroatlantických mezinárodních organizací. Do jisté míry je zde rovněž charakteristické zapojení osobností revoluce z roku 1989 do aktivního politického života 90. let i pozdějších období – příkladem může být třeba Václav Havel, Alexandr Vondra, Jan Ruml a Petr Pithart v ČR, František Mikloško nebo Ján Budaj na Slovensku, Adam Michnik, Lech Walesa, Tadeusz Mazowiecki, Jarosław Kaczyński a Lech Kaczyński v Polsku nebo József Antall či Viktor Orbán v Maďarsku. Výrazným negativním prvkem je klientelismus a korupce, která je obyvateli daných zemí dlouhodobě vnímána jako vážný problém. Společným rysem je i parlamentní forma vládnutí.
Naopak rozdíl představuje stav společnosti a liberální demokracie v daných zemích. Zatím, co v České republice je liberální demokracie upevněna pravděpodobně nejpevněji (navzdory dílčím kontroverzím zejména okolo druhé vlády Andreje Babiše), a to především díky osobnosti Václava Havla a díky demokratickým tradicím z období před rokem 1938, v případě Polska a Maďarska dochází zejména po roce 2010 k postupnému vzestupu autoritativního způsobu vlády (v Polsku je reprezentantem tohoto způsobu vlády strana Právo a spravedlnost a její lídr Jarosław Kaczyński a v Maďarsku strana FIDES a premiér Viktor Orbán). V těchto státech tak dochází k ohrožení demokracie (příkladem je ovládnutí veřejnoprávních médií vládnoucími stranami). Stav demokracie a společnosti na Slovensku je ovlivněn kontroverzním obdobím vlády Vladimíra Mečiara v letech 1993 - 1998, které mělo autoritářské prvky a obdobím kontroverzní vlády Roberta Fica v letech 2006 - 2010 a 2012 - 2018, které bylo ukončeno mohutnými demonstracemi po vraždě novináře Jána Kuciaka a Martiny Kušnírové mafií s kontakty na vedení státu.

### Rumunsko
Po násilném svržení komunistické moci se sice země zbavila autoritativní vlády, většina strukturálních problémů, se kterými se do té doby potýkala, však přetrvala. Problém činily také nacionalistické tendence ve více než milionové maďarské menšině., špatnou ekonomickou situaci nebo korupci Reformní cesta vpřed symbolicky vyvrcholila v roce 2004 vstupem do NATO a roku 2007 vstupem do EU.

### Bulharsko
Bulharská cesta z komunismu rozhodně nebyla rychlá a jednoduchá. Důležitým momentem např. byly první svobodné volby, kdy antikomunistická opozice nezvítězila. Stálým problémem země je klientelismus a vysoká cena základních životních potřeb, mimo jiné elektrického proudu. V tomto kontextu je možné zmínit např. nepokoje proti ČEZu v létě 2013.

### Postujugoslávské státy a Albánie

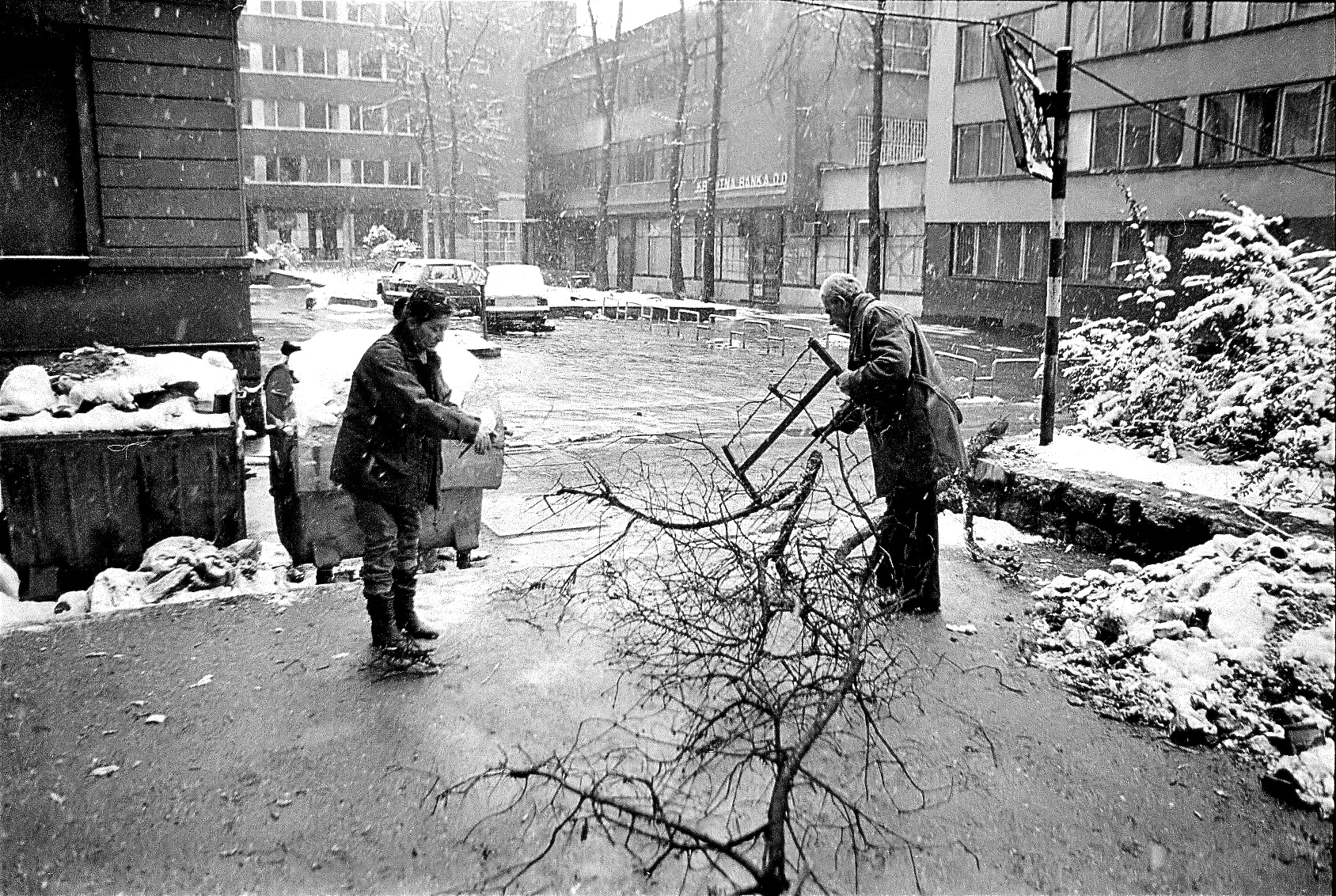
Lidé v obleženém Sarajevu sbírají dříví na zátop (1992)

Rozpad Jugoslávie a s tím související ozbrojené konflikty na Balkánském poloostrově se staly jedním z největších témat 90. let 20. století. Problém spočíval v tom, že Socialistická federativní republika Jugoslávie byla natolik navázána na osobnost Josipa Broze Tita, že jeho nástupci mohli jen těžko udržet stávající formu federace a po neúspěších ve snahách ji reformovat se uchýlili k nacionalistické rétorice.
V lednu 1989 se komunisté vzdali mocenského monopolu ve Slovinsku. Etnicky homogenní Slovinsko se od federace odtrhlo v červnu 1991 a rychle dosáhlo mezinárodního uznání.
O poznání náročnější byla situace v Chorvatsku, Srbsku a Bosně. V Chorvatsku se moci chopil Franjo Tudjman se sklony k autoritativní vládě a snahami o rehabilitaci režimu ustašovců. Problémem Chorvatska byla výrazná srbská menšina, která se v novém státě cítila ohrožena. Její secesistické sklony mohutně podporoval i srbský politik a hlava Jugoslávské federace Slobodan Miloševič. V létě 1991 se rozhořel etnický konflikt, který trval až do roku 1995, kdy Západem vybavená chorvatská armáda Operací Bouře obnovila územní celistvost státu. Toto vítězství ale znamenalo odchod více než 200 000 Srbů.
Ještě složitější byla situace v Bosně a Hercegovině. Kromě Chorvatů a Srbů tam totiž žili ještě bosenští muslimové. V roce 1991 se Tudjman a Miloševič tajně domluvili na rozdělení Bosny na dvě části. Válečné operace začaly na jaře 1992. Konflikt v Bosně byl od začátku spojován s krvavými masakry na civilním obyvatelstvu – symbolem zůstává např. masakr ve Srebrenici.
Specifickou kapitolou válek na Balkáně byla kosovská válka – zde se dostala do popředí srbská menšina ve většinově albánském Kosovu. Toto území si nárokuje Srbsko, neboť Kosovo považuje za historické jádro své říše. Rozbuškou se staly oslavy 600 let od Bitvy na Kosově poli konané roku 1989. Boje mezi srbskou armádou a Kosovskou osvobozenou armádou se rozpoutaly v letech 1998-99. Zklidnění situace do Kosovy přinesl až vstup mírových jednotek KFOR v červnu 1999. Otázka mezinárodního uznání nového státního celku Republiky Kosovo zůstává aktuální (jednostranné vyhlášení nezávislosti proběhlo v roce 2008). Na přístupu k této otázce se nedokáží shodnout ani země EU. Většina jich Republiku Kosovo uznává, mezi výjimky ale patří např. Španělsko, Slovensko či Rumunsko.
Státy postjugoslávského prostoru je složité shrnout do zobecňujícího popisu jako např. státy Visegrádské čtyřky. Nejprogresivnějším z nich je rozhodně Slovinsko. bylo již v roce 2004 přijato do EU, navíc patří mezi členy eurozóny. Slovinsko bylo dlouhou dobu dáváno za příklad úspěšné ekonomické a politické transformace od socialismu k liberální demokracii. Pro Slovinsko ale bylo velmi složité období finanční krize po roce 2009 – tehdy se totiž do problémů dostaly slovinské banky, které na rozdíl od středoevropských nebyly privatizované v 90. letech – pro stát to tak znamenalo nutnost řešit špatnou finanční situaci těchto institucí.
Jiná situace je v zemích, které si v 90. letech 20. století prošly náročnými válkami. Zde totiž byl a je evropský integrační proces ztížen nutností vyřešit důsledky válek, například vyšetřit mnohé válečné zločiny. Nejrychlejší bylo Chorvatsko, které mohlo roku 2013 vstoupit do Evropské unie. Ekonomika Chorvatska stojí na cestovním ruchu, který do značné míry vyrovnává chudý venkov.
Slovinsko a Chorvatsko představují úspěšnější příklady ekonomického rozvoje v postkomunistických zemích. O poznání horší situace panuje v Srbsku, Bosně a Hercegovině, Kosovu, Černé Hoře, Makedonii a Albánii. Problémy jsou např. nezaměstnanost (v Makedonii a Bosně v roce 2005 kolem 30%), Bosna a Hercegovina je navíc ochromena korupcí a nepružným etnicky podmíněným systémem střídáním hlav státu. Nepokoje se objevují i v dalších státech – na jaře 2015 šlo např. o Makedonii. Rozvoji Makedonie dále zabraňují spory s Řeckem o oficiální název státu. Lze konstatovat, že dle všech ukazatelů bude cesta těchto zemí k bližší integraci do zemí EU ještě dlouhá.

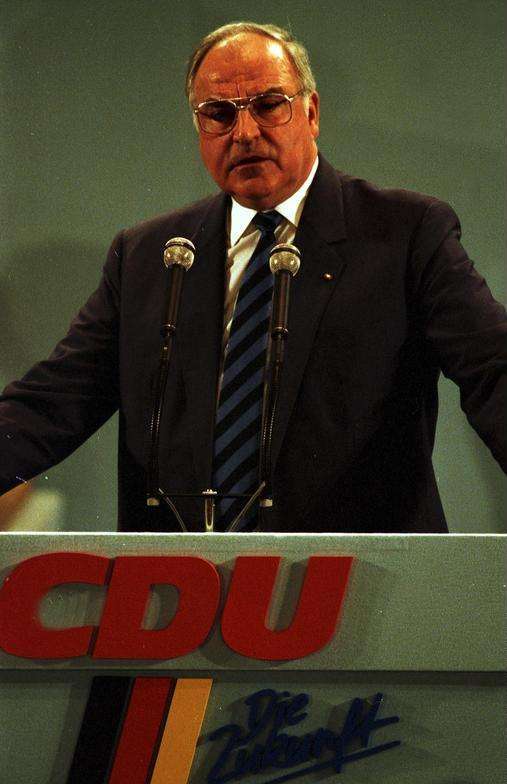
Helmut Kohl, znovusjednotitel Německa

### Německo
Zřejmě nejjednodušší a nepřirozenější cestou k liberální demokracii a tržní ekonomice zřejmě šla Německá demokratická republika. 3. října 1990 totiž došlo k připojení k Německé spolkové republice a tedy k znovusjednocení Německa. Navzdory této rychlé integraci i 25 let po znovusjednocení trvají určité rozdíly: např. vyšší nezaměstnanost ve spolkových zemích bývalého Východního Německa. Realitou také zůstává odliv mladých lidí do západní části země.

### Ruská federace

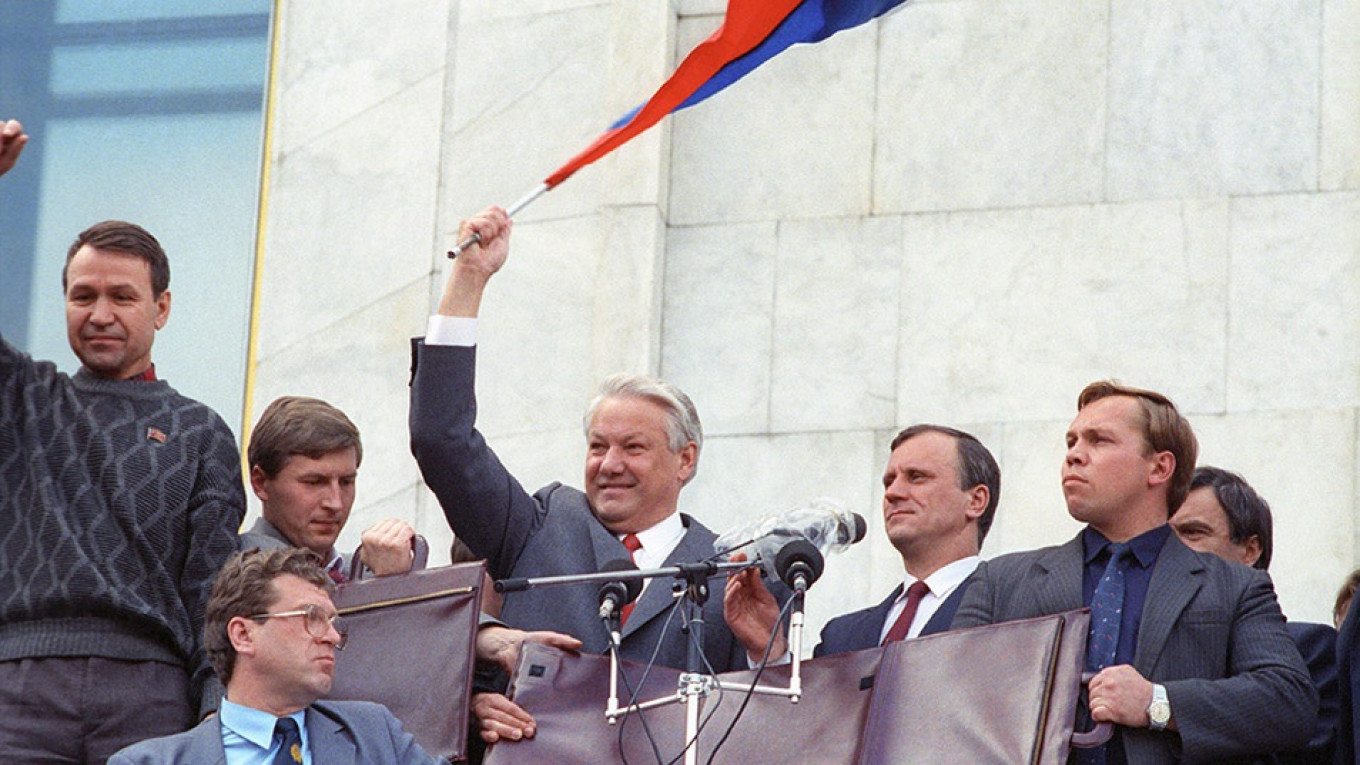
Boris Jelcin, ruský prezident v letech 1991 - 1999, roku 1991 zabránil restauraci komunismu

Prvním prezidentem postsovětské éry byl v Ruské federaci zvolen Boris Jelcin (ve funkci 1991–1999). Období jeho vlády bylo spojeno s privatizací státních podniků, která dala vzniknout nové společenské vrstvě – oligarchii, která si vybudovala beprecedentně privilegované postavení. Dalším prvkem Jelcinovy éry je ekonomická tranzice směrem k tržnímu hospodářství uskutečňovaná dle tzv. Washingtonského konsenzu. Boris Jelcin dále nařídil invazi do Čečenska s cílem upevnit moc centrální vlády v této autonomní republice. Začala tak První čečenská válka, která v důsledku znamenala posílení čečenské autonomie. 1. ledna 2000 se pak ujal funkce prezidenta Ruské federace Vladimir Putin. V Rusku lze za prvky pro postkomunismus typické označit slabou novinářskou svobodu, vysokou míru korupce a koncentraci majetku v rukou oligarchů. Po roce 2008 dochází ke stále většímu a výraznějšímu omezování demokracie, v současnosti se dá hovořit o autoritářské vládě.

### Ukrajina

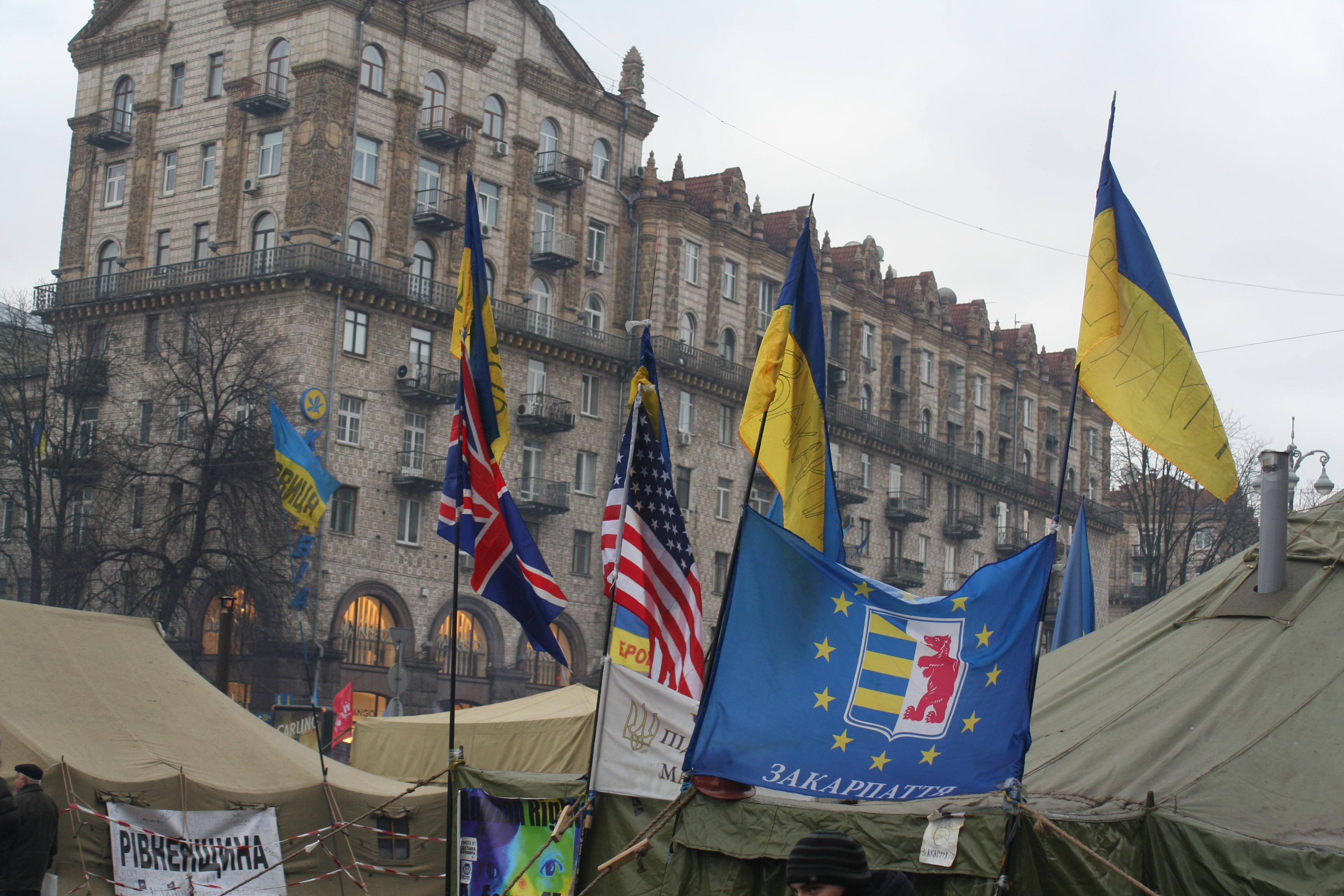
Euromajdan v roce 2013, po této revoluci dochází k přibližování Ukrajiny k západu a vyostřování vztahu s Ruskem

Samostatnost vyhlásila Verchovna Rada Ukrajiny 24. srpna 1991. Toto rozhodnutí bylo oficiálně potvrzeno referendem, kde s oddělením od SSSR souhlasilo 90 % zúčastněných voličů. Přechod k tržní ekonomice ale proběhl podobně chaoticky jako ve stejnou dobu v Rusku – bohatství se koncentrovalo v rukou oligarchů, kteří si svým postavením udržovali velký vliv na veřejné dění. Země samotná byla v hospodářské recesi až do přelomu tisíciletí. Důležitým znakem Ukrajiny je přítomnost ruskojazyčného obyvatelstva na východě země, které tíhne k Ruské federaci. To kontrastovalo s prozápadní orientací západu země, která předtím v minulosti byla spíše pod polským, československým, maďarským či rakousko-uherským vlivem. Toto jasné rozdělení se promítlo i do výsledků voleb a v důsledku i do Války na východní Ukrajině, která v současnosti probíhá. Důležitým momentem pro vývoj země byla tzv. Oranžová revoluce, která se uskutečnila v roce 2004. Tehdy se k moci dostala proevropská část politické reprezentace – vedená Julií Tymošenkovou a Viktorem Juščenkem. Toto období směřující k bližší integraci s EU ale skončilo po volbách 2007, kdy úspěch zaznamenal Viktor Janukovyč se svou Stranou regionů a proruským směřováním. Prozatím definitivní obrat znamenala revoluce Euromajdan v roce 2013, po které se moci chopili prozápadní politici a cílem Ukrajiny je nově integrace do NATO a Evropské unie. V reakci na tento vývoj však došlo roku 2014 k anexi Krymu Ruskem a k vypuknutí války na východní Ukrajině.

### Bělorusko
Bělorusko vyhlásilo svou samostatnost 25. srpna 1991. Od roku 1994 v zemi vládne prezident s autoritářskými sklony Alexander Lukašenko. Ten patřil již od počátku běloruské nezávislosti mezi odpůrce rozpadu SSSR a např. jako jediný běloruský poslanec hlasoval proti ratifikaci Bělověžských smluv ze 7. prosince 1991 o rozpadu SSSR. Lukašenko navíc dva roky po svém zvolení rozpustil parlament a ústavní soud a zavedl centralizovaný autoritářsko-prezidentský režim. Tím byl zmražen politický vývoj v zemi, část opozice emigrovala a část se snaží proti Lukašenkovi bojovat na domácím politickém poli. To s sebou ale obnáší nebezpečí zatčení a pobytu ve vězení. Od roku 2020 po zmanipulovaných prezidentských volbách zde dochází k bezprecedentním protestům proti Lukašenkovi. Ten je nově západními státy považován nikoli za legitimního, ale za samozvaného prezidenta, má však podporu Ruska.

### Pobaltí
Pobaltské státy (Litva, Lotyšsko, Estonsko) je možné charakterizovat podobnými slovy, neboť samostatnost získaly v podobném časovém horizontu (srpen 1991) a zároveň jejich socioekonomická situace je do značné míry analogická. Ve všech třech zemích po pádu SSSR převládla orientace na západní Evropu plynoucí zejména z neblahých zkušeností se Sovětským svazem a snahou centrální vlády SSSR co nejvíce tyto pobaltské národnosti upozadit (Snyder 2013). Za tímto účelem byla území těchto pobaltských zemí kolonizována etnickými Rusy. Podle aktuálních dat se k ruské národnosti hlásí přibližně ¼ obyvatel Estonska, obdobné číslo platí i pro Lotyšsko. V Litvě není ruská menšina tolik početná.
Pobaltské země dnes charakterizuje napětí ve spojitosti s ruskou menšinou a válkou na východní Ukrajině. Zároveň se ale v těchto zemích platí eurem a Estonsko navíc v rychlosti digitalizace a zapojení informačních technologií do státní správy patří mezi nejprogresivnější země světa.

### Moldavsko
Moldavsko, které bylo až do roku 1991 součástí Sovětského svazu, se dlouho těšilo pověsti „kvetoucího sadu SSSR“. Nezávislost ho ovšem připravila o tradiční odbytiště na východě a v současné době se jedná o nejchudší stát Evropy. V listopadu 2013 země podepsala asociační dohodu s EU, nicméně důsledky dvacetiletého úpadku jsou obtížně smazatelné. Neblahým fenoménem se např. stala pracovní migrace lidí v produktivním věku do Ruska, EU nebo Izraele s tím, že v Moldavsku zůstávají děti vychovávané pouze prarodiči. Podle statistik OSN tak v roce 2013 bylo Moldavsko zemí s nejrychlejším úbytkem obyvatel na světě.

### Arménie
Arménie je chudý vnitrozemský stát, který se snaží politické a ekonomické partnerství hledat ve spolupráci s Ruskou federací – např. na projektu Eurasijské unie.

### Ázerbájdžán
Od Arménie a Gruzie se liší především tím, že disponuje ropnými zásobami. To z něj dělá bohatý stát – HDP na hlavu v paritě kupní síly je zde 2× vyšší než v Gruzii či Arménii. Politickou moc od roku 1993 drží rodina Alijevova. Do roku 2003 byl prezidentem Hejdar Alijev a od té doby je u moci jeho syn Ilham Alijev. S vládou této rodiny je spojeno jak porušování lidských práv, tak i spolupráce se státy západní Evropy, pro které Ázerbájdžán díky ropným zásobám představuje zajímavého partnera. Politickou situaci v 90. letech navíc velmi ovlivňovala válka s Arménií o Náhorní Karabach. Oproti Gruzii a Arménii se liší rovněž převládajícím náboženstvím – v Ázerbájdžánu totiž většinu tvoří muslimské obyvatelstvo.

### Gruzie
V Gruzii po pádu SSSR propukly nepokoje mezi Osety a Gruzínci a situaci vyřešil v roce 1995 až bývalý sovětský ministr zahraničí – gruzínec Eduard Ševardnadze, který se stal prezidentem země. V této funkci vydržel až do roku 2003, kdy proběhla tzv. růžová revoluce vedená budoucím prezidentem Michailem Saakašvilim. Terčem lidového nesouhlasu byla hlavně korupce a chudoba v zemi. Po jeho zvolení ale v zemi začala opět panovat cenzura a panovaly pochybnosti výsledcích voleb. Dlouhodobým problémem Gruzie jsou neuznané státy Abcházie a Jižní Osetie – území s etnickými Rusy, které si nárokuje Gruzie. Vrcholem napětí byl rok 2008, kdy došlo k válce mezi Gruzií a separatisty z Jižní Osetie, které podpořila armáda Ruské federace. Výsledkem války je trvalá přítomnost ruské armády v Abcházii a Jižní Osetii.

### Kazachstán
V Kazachstánu již od roku 1990 vládne prezident Nursultan Nazarbajev. Kazachstán je blízkým spojencem Ruska, což potvrzuje fakt, že spolu kooperují v Eurasijské unii.

### Turkmenistán, Tádžikistán, Uzbekistán a Kyrgyzstán
Charakteristickým znakem těchto států většinou je prezidentský politický systém, kde se hlava státu vyznačuje autoritativními prvky: např. Islom Karimov (vládne v Uzbekistánu již od roku 1990), Emómalí-ji Rahmón (v Tádžikistánu od 1994). Zásadní je zde vliv Číny na obchodní prostředí a zároveň v některých zemích hraje důležitou roli výskyt ropy – např. v Turkmenistánu.

## Ostalgie a kultura v postkomunismu
S mentalitou a kulturou v postkomunistických zemích je spjat pojem ostalgie, který původně označoval stesk – nostalgii – Východních Němců (Ost-Deutschen) po některých aspektech života v bývalé NDR. Martin Franc ostalgii dále definuje jako „pozitivně zabarvený vztah k některému jevu z oblasti konzumu nebo přímo konzumnímu zboží spojovanému s érou zařazení země do takzvaného sovětského bloku“. Tento fenomén se tedy dá pozorovat i v dalších zemích bývalého východního bloku včetně dnešní České republiky.

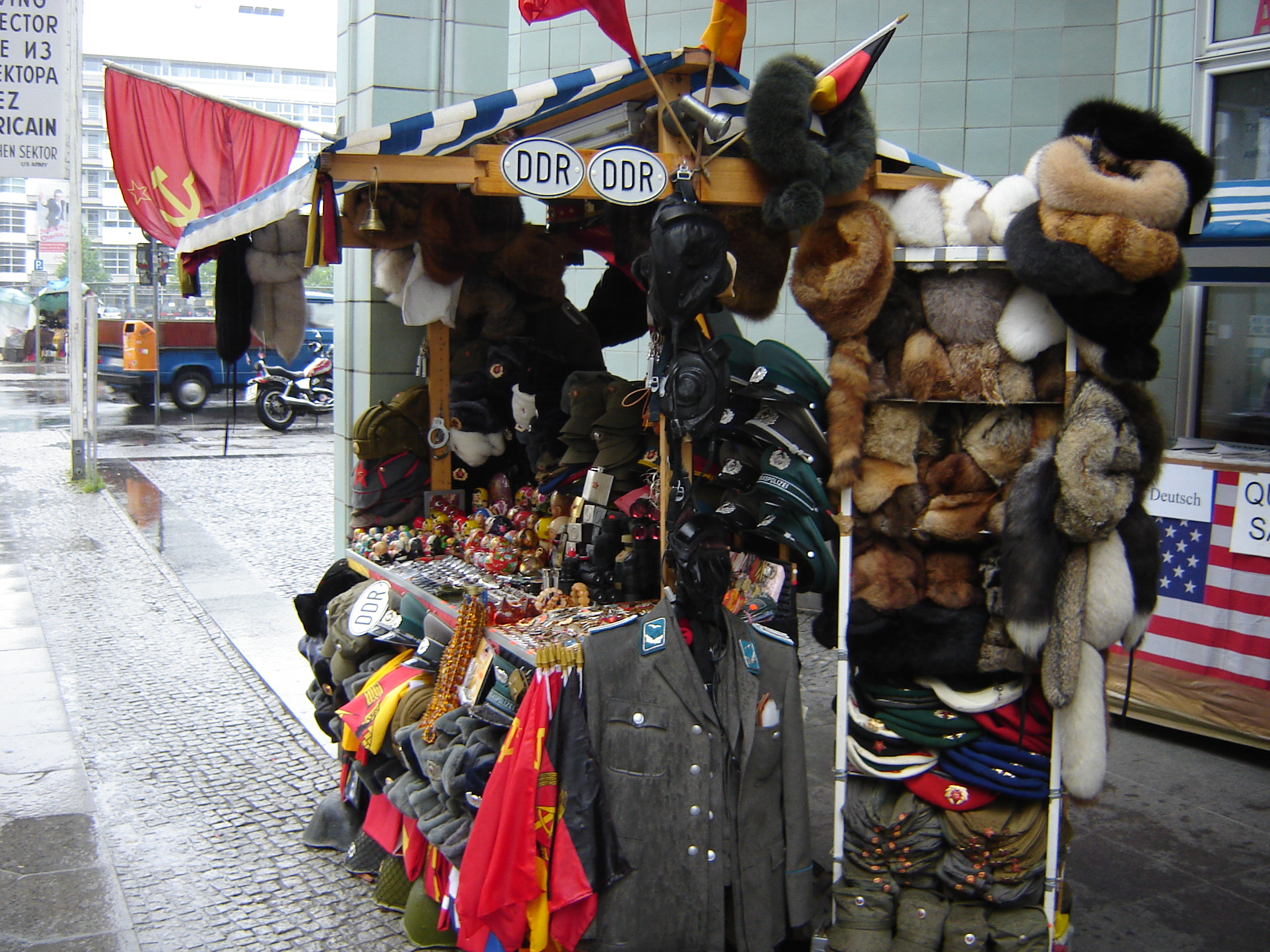
Prodej suvenýrů připomínajících období komunismu v Berlíně roku 2006

Konzumní seriálová a filmová zábava z let 1948 až 1989 se i po revoluci ukázala žádaným zbožím mezi českými diváky, zvláště poté, co se lidé v 90. letech s nástupem soukromých televizí nasytili americké produkce. Obzvlášť normalizační tvorba tak znovu začala nabývat na popularitě, hlavně u starší generace. Úspěch slavily estrády typu Televarieté a ideologicky podbarvené domácí seriály jako Byl jednou jeden dům, Synové a dcery Jakuba skláře, Žena za pultem nebo 30 případů majora Zemana. Poslední dva jmenované seriály jsou ovšem vnímány jako silně kontroverzní a propagandistické: 30 případů majora Zemana pomáhali připravovat příslušníci StB, a tudíž došlo ke značnému zdeformování pohledu na tehdejší společnost. Hlavní představitelka Ženy za Pultem Jiřina Švorcová byla až do svého úmrtí roku 2011 oddanou komunistkou. Opětovné nasazení těchto dvou projektů na televizní obrazovky vyvolalo po revoluci vlnu nevole (například u politických vězňů), ale dodnes jsou vysílány jejich reprízy, které vykazují vysokou míru sledovanosti.
Další zajímavou skutečností ve vkusu českého diváka je obliba produkce z bývalého sovětského bloku, převážně v oblasti dětských seriálů jako je Rodina Smolíkova (Maďarsko), Bolek a Lolek (Polsko) a Jen počkej, zajíci! (SSSR). Značné popularitě se stále těší i hraná sovětská pohádka Mrazík, ale tento fakt se připisuje spíše české vánoční tradici ve sledování pohádek než ostalgii.
Česká porevoluční filmová tvorba zase hojně využívá retromotivů a režiséři běžně zasazují své příběhy právě do období let 1948 až 1989, viz tvorba Jana Hřebejka (Pelíšky, Šakalí léta, Pupendo), Jana Svěráka (Kolja) a dalších. Zmíněné filmy sklidily velice pozitivní ohlasy jak od divácké, tak od kritické obce, a jsou vnímány jako kultovní.
Oblíbenost předlistopadové éry v porevolučním umění dokládá i úspěch románu Báječná léta pod psa spisovatele Michala Viewegha, zachycujícího atmosféru v Československu od doby normalizace až po pád komunismu.

## Demokratizace ve střední a východní Evropě
Přechod komunistických režimů v demokratické se označuje jako třetí vlna demokracie. Proběhlo třemi způsoby; "přerodem", neboli „transformací“ (Maďarsko, Rusko, Bulharsko), „nahrazením“, odborně "replacementem" (Rumunsko, částečně NDR) a „proměnou“, čili "transplacementem" (Polsko, částečně Československo).
Přerod (transformace) proběhla díky vládcům autoritativních států, dala by se tedy popsat jako demokratizace shora. Lidé u moci, tzv. elity, postupně likvidovali nedemokratický režim až do nastolení demokracie. Tento způsob změny režimu vyžadoval, aby vláda složená z reformátorů byla silnější než vnitřní opozice v komunistické straně. Transformace zpravidla probíhala klidně. Charakteristickým rysem přechodu k demokracii tímto způsobem je fakt, že bývalí vládci zůstali obvykle nepotrestáni, neboť se do jisté míry podíleli na procesu demokratizace a podařilo se jim si zajistit výhodné pozice v novém režimu.
Nahrazení (replacement) se projevilo ve státech, ve kterých reformátoři z řad elit (z komunistické strany) buď neexistovali, nebo byli příliš slabí, aby ovlivnili politické dění. K demokratizaci tak došlo v okamžiku svržení vlády, které bylo způsobeno protesty obyvatelstva, jež představují důležitý politický stimul. Diktátory čekal téměř vždy trest. Jednalo se tak o přechod k demokracii řízený zdola.
Proměna (transplacement) nastala ve státech, kde vláda rozhodla o mírné liberalizaci režimu. Liberalizace představovala uvolnění politických svobod, které však ještě nebyly ústavně zaručené. Tyto změny v důsledku vedly k posílení opozice, která využila mocenské vakuum k protestům. Komunistické vlády často následně využily represi k udržení pořádku, což vedlo k patové situaci, po které následovalo jednání obou stran. Jednání se účastnili umírnění reformátoři z komunistických stran a umírněná část opozice, která byla schopna kompromisu. Výsledkem byly často tzv. kulaté stoly, od kterých došlo k naplánování podoby volebního i politického systému v následujících letech. Komunistické elity zůstaly často nepotrestány, mnohdy získali zastoupení v již demokraticky volených parlamentech, na řízení státu se však obvykle již nepodíleli.

### Důvody demokratizace
Demokratizace byla umožněna ztrátou legitimity komunistických režimů. Po vyčerpání ideologické legitimity nemohly tyto režimy podložit svou legitimitu ničím jiným, ani například ekonomickými úspěchy. V poslední fázi komunismu se v zemích střední Evropy navíc formovaly různé typy opozice, které byly reflexí ztráty dynamiky i funkčnosti komunistických režimů. Dalším důvodem byla změna politiky vnějších aktérů. Šlo zejména o postoj Sovětského svazu, který se rozhodl nevměšovat se do situace ve východní Evropě a upřednostnil politickou a ekonomickou liberalizaci.

### Průběh demokratizace
Demokratizace probíhala postupně. Polsko inspirovalo a stimulovalo ostatní země, především Maďarsko a Československo. Ty se postupně přidávaly a proces se dále zrychloval. Rychlé a relativně snadné svržení komunismu vystřídal dlouhý a obtížný proces zavádění demokracie a ekonomiky svobodného trhu. Bylo potřeba zlikvidovat ekonomické, politické a vojenské nadstátní struktury a přeorientovat státy vzhledem k okolnímu světu skrze zahraniční politiku či účast na mezinárodním dění. Přechod k demokracii se většině zemí povedl, nicméně její konsolidace (upevnění) je problematická a zdlouhavá. Postkomunistické státy provází např. zvýšená míra korupce, daná tradicí komunistického zřízení státu, případně větší náchylnost části obyvatelstva k volbě autoritativních stran. Příkladem státu, ve kterém k demokratizaci v podstatě nedošlo, je Bělorusko, naopak mezi nejúspěšnější státy v procesu demokratizace patří Estonsko, Lotyšsko, Litva, někdejší východní Německo, Slovinsko a Česko. K výraznému zrychlení dlouho stagnujícího procesu demokratizace dochází v posledních letech na Ukrajině, naopak ke snižování kvality demokracie dochází v posledních letech v Maďarsku a v Polsku.

### Změny režimů
Demokratizaci provázely také rozpady komunistických federací; rozpadlo se Československo, Sovětský svaz i Jugoslávie. Rozpady federací byly zapříčiněny proměnami národnostních struktur, administrativním uspořádáním nových demokracií a nalezením nových řešení týkajících se vztahů mezi národy a etnickými skupinami, což bylo patrné zejména v postkomunistické Evropě.
Zatímco rozdělení Československa proběhlo bez násilností a problémů, rozpad Jugoslávie provázela vleklá válka. Rozpad Sovětského svazu pak sice válku neznamenal, provázely ho však problémy.

### Nostalgie po monarchii

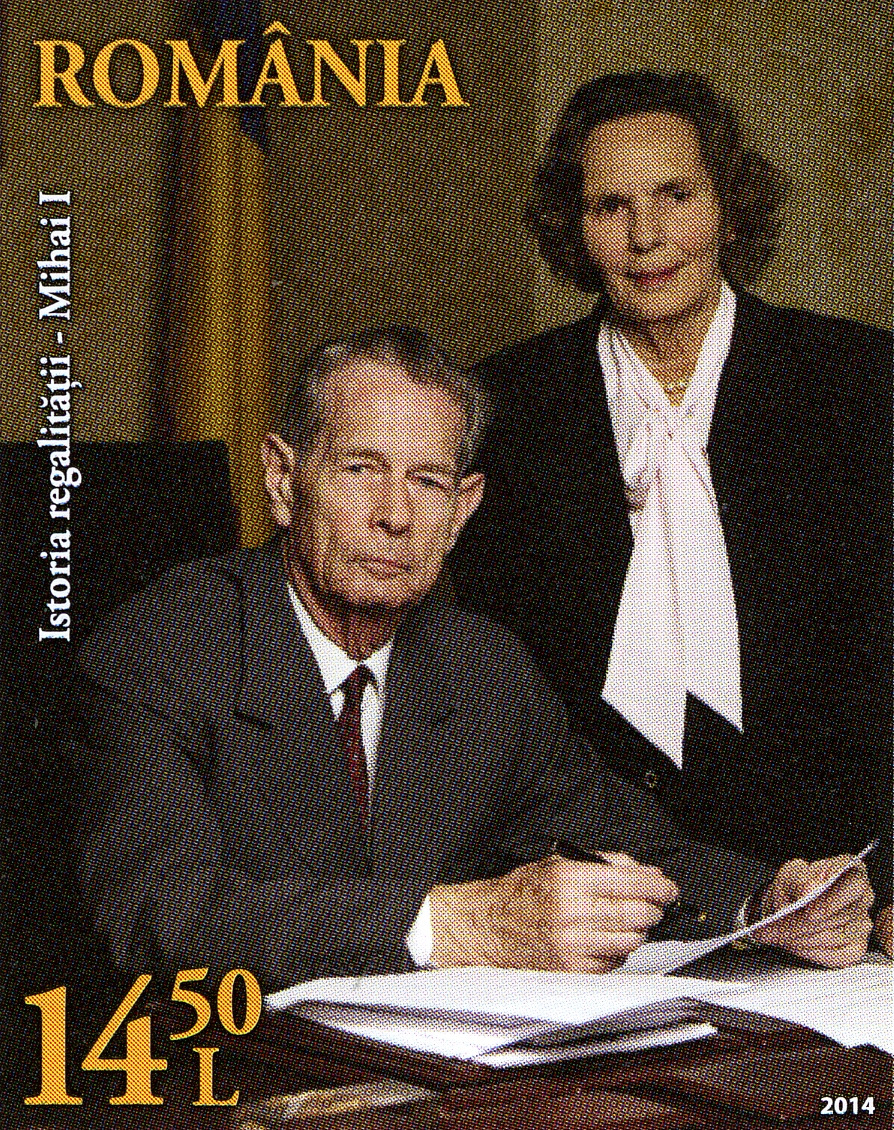
Rumunská poštovní známka s portrétem někdejšího rumunského krále Michaela I. a jeho manželky Anny

Specifickým rysem některých postkomunistických států, jež se objevil pouze ve střední a východní Evropě, bylo zapojení někdejších monarchistických vládců daných zemí do politiky a určitá nostalgie části obyvatel právě po monarchii. Nejvíce se tento rys objevil v Bulharsku a v Rumunsku, tedy v zemích, kde bylo monarchistické zřízení zrušeno až po druhé světové válce. V Rumunsku se tak několikrát objevily úvahy o obnově monarchie, které byly dány velkou popularitou někdejšího rumunského krále, Michala I. Ten se v 90. letech vrátil do vlasti, bylo mu navráceno občanství, dány k dispozici některé někdejší královské rezidence, objevil se rovněž na rumunských poštovních známkách. Populární je v Rumunsku celá královská rodina, která má dodnes určitý vliv na rumunskou politiku.
V Bulharsku se pak dokonce někdejší car Simeon II. stal v letech 2001-2005 bulharským premiérem (ovšem poté, co se vzdal královského titulu).
Určitou nostalgii po někdejší monarchii lze pozorovat rovněž v Maďarsku, kde se následník trůnu, korunní princ Otto Habsburský, nepřímo podílel na pádu komunismu pořádáním Panevropského pikniku na hranicích Maďarska a Rakouska 19. 8. 1989, ovšem tyto tendence zde jsou výrazně menší než v Bulharsku a Rumunsku. V dalších někdejších monarchiích, například v Česku či v Polsku jsou pak podobné tendence zcela menšinové, v Polsku je to dáno zejména tím, že polským králem byl až do 1. světové války Rus, v Česku pak pozitivním vztahem velké části obyvatel k období první republiky v letech 1918-1938, která vystřídala právě monarchii.

### Restituce
Důležitou součástí demokratizace se v některých státech staly restituce dohledatelného majetku zabaveného komunisty. K takovému procesu došlo například v Česku, kde byly navráceny jak menší majetky, tak rozsáhlé pozemky a nemovitosti šlechtických a podnikatelských rodin. Došlo rovněž k navrácení zabaveného církevního majetku.

## Politické strany v postkomunistických zemích
Proces utváření nových politických stran po několika desetiletích komunistické vlády byl mimořádně riskantní a složitý. A výsledky těchto strukturálních změn nejsou všude stejné. Před rozpadem východního bloku byla veškerá moc koncentrována do rukou jediného subjektu – komunistické strany. Ostatní politické strany byly buď rozpuštěny, sloučeny s komunistickou stranou nebo tolerovány, ale s faktickou podřízeností vládnoucí straně. Rozdílné byly také osudy vládnoucích stran samotných poté, co jejich absolutní moc zanikla. V některých státech pouze ztratily svůj masový charakter, ale dále pokračovaly v činnosti (např. ČR), někde naopak došlo k pozastavení činnosti a stranu nahradila jinak nazvaná silně levicově zaměřená strana (případ Polska, NDR).
Zvláštní kapitolou je následná transformace těchto vedoucích komunistických stran do subjektů, které mohou fungovat v rámci demokratického režimu. Přeměna komunistických stran probíhala po stránce ideologické, kdy se strany distancovaly od zločinů komunistických stran v nedemokratickém režimu. Změnila se často i jejich struktura, stanovy, značka i částečně obsazení. Důsledná transformace komunistické strany proběhla např. v Německu, kde se strana transformovala z původní PDS a dnes působí jako die Linke. Ne vždy se tomu tak ale stalo, což dokládá existence netransformované KSČM v České republice. Dalším východiskem byl vznik nacionalistických či nacionálně-populistických stran, jako tomu bylo v Srbsku, Bulharsku a Rumunsku.
Charakter nově vznikajícího systému politických stran ovlivnila také míra zapojenosti stran do evropské integrace. V zemích, které se více zapojovaly do evropského politického dění, se politické strany rovněž měly za úkol přidat k již existujícím parlamentním frakcím EU. To také pomohlo strany ideově ukotvit na evropské rovině. V takovýchto státech většinou nalezneme strany orientované pravicově – ať už konzervativně nebo liberálně – elektorátem těchto stran byli většinou podnikatelé, zaměstnavatelé a obecně lidé s vyšším vzděláním a lepšími příjmy. Tyto strany v 90. letech dost často patřily k hlavním organizátorům privatizace. Sem patří např. ODS v ČR, Platforma obywatelska v Polsku nebo SDKÚ-DS na Slovensku.
Pravá krajní část politického spektra našla úspěch zejména v zemích, kde byla národnostní pnutí. Jedná se zde např. o Slovenskou národnou stranu spojenou s antimaďarskou rétorikou, nebo vyloženě neofašistickou L'udovou stranu Naše Slovensko. Na pól krajní pravice v ČR patřila např. SPR-RSČ a dnes protievropská SPD, v Maďarsku postupně se deradikalizující Jobbik nebo v Německu antiimigrační a protievropská AfD.
Poměrně náročný úkol čekal po pádu východní bloku sociální demokracii. Ta se musela dostat ze stínu dlouho vládnoucí krajně levicové strany a zároveň zabránit vlastní kompromitaci bývalými komunisty. Mezi takové strany patří např. ČSSD v ČR, SMER na Slovensku, Maďarská socialistická strana nebo Sotsiaaldemokraatlik Erakond v Estonsku.
V některých státech střední a východní Evropy se také etablovaly strany reprezentující zelenou politiku, přičemž se však nesetkávají s takovými volebními úspěchy jako jejich sesterské strany v západní Evropě, kde je společnost liberálnější. Příkladem je Strana zelených v Česku, která v Poslanecké sněmovně zasedala pouze v letech 2006 - 2010.
Střed politického spektra obvykle obsazují jak strany postavené na tradici křesťanských demokracií – např. KDU-ČSL v ČR, KDH na Slovensku nebo Partidul Democrat-Liberal v Rumunsku. V České republice politický střed obsazují rovněž středopravicové či středolevicové liberální strany, jako byla ODA a US-DEU a později TOP 09 nebo Česká pirátská strana.
V dalších státech se stranický systém vyvíjel specifickou cestou. Např. v Polsku došlo de facto k eliminaci sociální demokracie a dvě hlavní politické strany, Platforma Obywatelska a Prawo i Sprawiedliwość, reprezentují spíše liberální a konzervativní část společnosti. V posledních letech dochází k nárůstu podpory populistických, do politického spektra obtížně zařaditelných stran, takovými je hnutí ANO v Česku nebo hnutí OL'ANO na Slovensku

## Ekonomika v postkomunismu
Přechod od plánovaného k tržnímu hospodářství a celková liberalizace jsou hlavními pilíři pro rozvoj ekonomiky v období postkomunismu. Vše směřovalo ke snaze vytvořit kapitalistickou společnost a celkové ekonomické transformaci. Téměř všechny státy, které se pustily do těchto ekonomických reforem, víceméně úspěšně směřovaly k systému volného trhu, který se s postupem času začal rozmáhat.

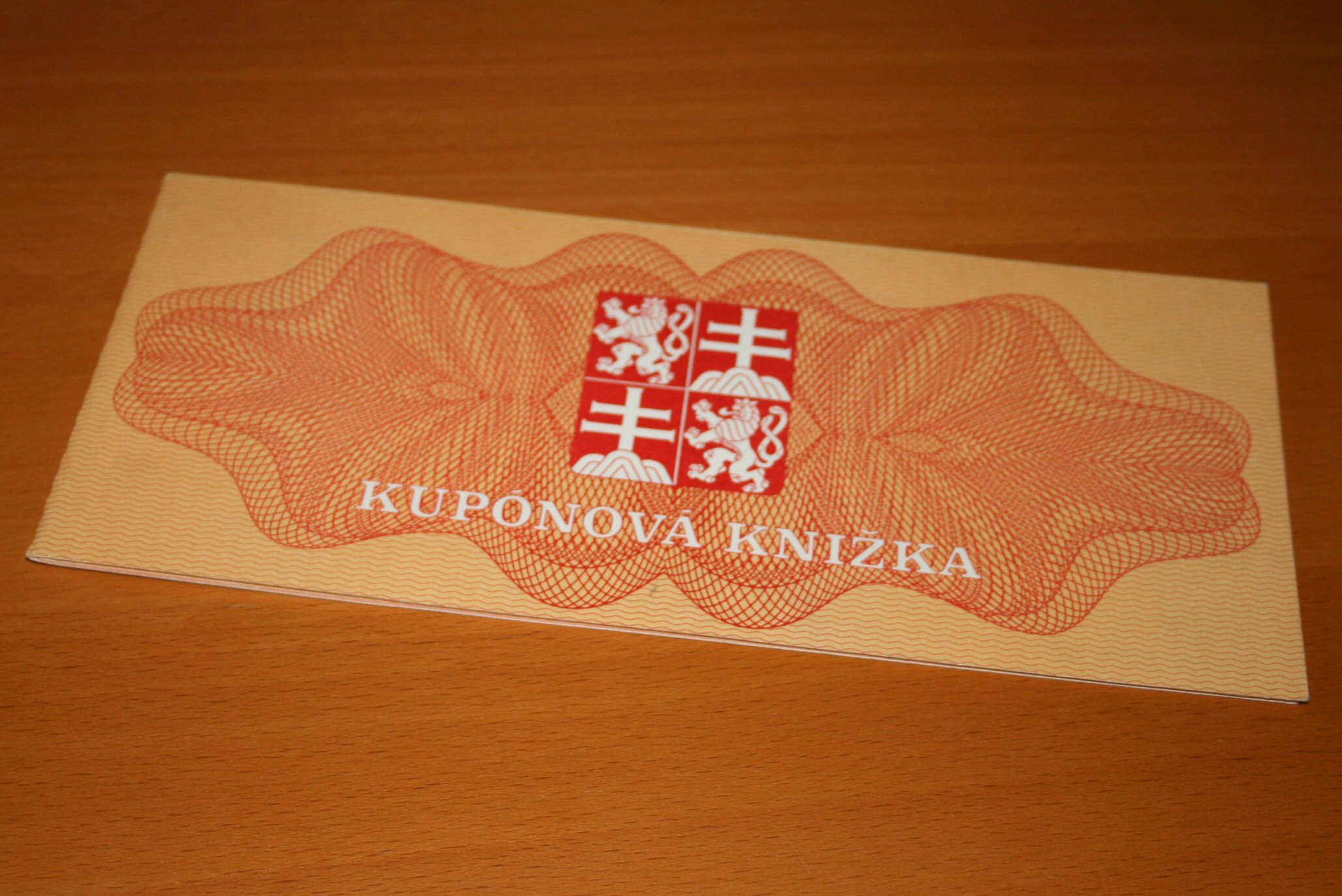
Kupónová knížka první vlny privatizace v ČSFR

Jedním z procesů, které v rámci nastolení nového systému hospodářství hojně probíhaly, je proces privatizace, což je proces opačný k procesu znárodňování, jenž byl typický právě pro komunismus. Jednalo se o hromadné přerozdělování majetku, jež byl v komunistické éře zabaven, zpět do rukou soukromých. Problémem však byl nedostatek právních opatření, a tak majetek velice často připadal do rukou vysoce postavených soukromníků, kteří využívali své moci nebo finančních prostředků. V Československu a Česku probíhala ve dvou formách – malé a velké, podle velikosti podniků, kterých se týkala.
Metodou, která měla přispět k procesu velké privatizace v Československu, byla takzvaná kupónová privatizace. Spočívala v možnosti zakoupení kupónových knížek, díky nimž mohl každý občan investovat do akcií a získat tak zpět majetek znárodněný státem. „Cíl, který kuponové privatizaci její otcové vytyčili, tedy rozdělit socialistický státní majetek mezi občany, kuponová privatizace beze zbytku splnila.“
Důležitým krokem byla také změna struktury podniků. Typicky komunistickým modelem byla tzv. obrácená pyramida (velké množství velkých podniků a mizivé číslo podniků malých). Po převratu se systém struktury podniků změnil a místo převrácené pyramidy se začal uplatňovat model tzv. přesýpacích hodin (velký objem malých a velkých podniků).
Pro postkomunismus je dále charakteristická ideologie neoliberalismu, jež povyšuje ekonomické myšlení a svobodný trh. Důraz klade na snižování úlohy státu v ekonomických záležitostech. Dalšími významnými pojmy, které patří do postkomunistického ekonomického systému, jsou deregulace, což je „omezování zásahů státu všude tam, kde by to mohlo ohrozit zisky soukromých firem“, diktát trhu neboli osvobození podnikání od vládních omezení anebo snižování nákladů na financování sociálních služeb, jako je například zdravotnictví nebo školství.